# Provincia Balkan
Provincia Balkan este o unitate administrativă de gradul I a Turkmenistanului. Reședința sa este orașul Balkanabat. Densitatea populației este de 3,3 loc/km², fiind cea mai scăzută din Turkmenistan. Provincia Balkan reprezintă o regiune cu importante rezerve energetice, aici fiind extrasă 94% din cantitatea de gaz natural și 12% din cea de petrol a  Turkmenistanului. De asemenea, aici se generează și 18% din cantitatea de energie electrică. Din cauza condițiilor naturale restrictive, în special în privința rezervelor de apă, agricultura are o importanță redusă, doar 4,5% din terenul arabil al Turkmenistanului găsindu-se aici.
Este divizată în 6 districte (etraplar, singular: etrap) și 4 orașe (il). Denumirile dinainte de 1995 figurează în paranteze:
- Bereket (Gazanjyk)
- Essenguly
- Etrek(Gyzyletrek)
- Magtymguly (Garrygala)
- Serdar (Gyzylarbat)
- Türkmenbașî
- Orașul Balkanabat
- Orașul Gumdag
- Orașul Hazar (Çeleken)
- Orașul Türkmenbașî